# نهائي كأس إفريقيا للأندية البطلة 1996
نهائي كأس أفريقيا للأندية البطلة 1996، هي المبارة النهائية لكأس أفريقيا للأندية البطلة 1996 والتي جمعت بين فريقي نادي الزمالك المصري وشوتينغ ستارز النيجيري في تكرار لنهائي نسخة 1984.
فاز نادي الزمالك علي نادي شوتينغ ستارز بركلات الجزاء الترجيحية (كرة قدم) ليحقق لقبه الرابع في البطولة.

## طرفي النهائي
| الفريق       | المنطقة      | عدد الوصول إلى النهائي (الغليظ يشير إلى بطل تلك البطولة) |
| ------------ | ------------ | -------------------------------------------------------- |
| شوتينغ ستارز | غرب أفريقيا  | 1 (1984)                                                 |
| الزمالك      | شمال أفريقيا | 4 (1984، 1986، 1993، 1994)                               |

## المباريات

### مباراة الذهاب
| شوتينغ ستارز               | 2 – 1 | نادي الزمالك |
| -------------------------- | ----- | ------------ |
| - باسكال 34' - بابالاد 68' |       | - مصطفى 89'  |

| شوتيغ ستارز | الزمالك |

### مباراة الإياب
| الزمالك                                                                            | 2 – 1 | شوتينغ ستارز                        |
| ---------------------------------------------------------------------------------- | ----- | ----------------------------------- |
| - عبد الهادي 29' - منصور 66'                                                       |       | - أديمولا 89'                       |
| ركلات الترجيح                                                                      |       |                                     |
| معتمد جمال · مدحت عبد الهادي · أيمن منصور · سامي الشيشيني · أحمد الكاس · أشرف قاسم | 5–4   | مانشا · بابالادا · باروار · أديمولا |

| الزمالك | شوتيغ ستارز |